# Sistotrema populicola
Sistotrema populicola é uma espécie de fungo pertence à família Hydnaceae.